# Форма букв
Форма букв, форма шрифта или форма записи — термин, используемый, в частности, в типографике, палеографии, каллиграфии и эпиграфике, для обозначения формы букв. 
Форма букв — разновидность глифа, который представляет собой, особый, конкретный способ, написания абстрактного символа или графемы.
Например, изучающие средневековье, специалисты, могут обсуждать те или иные формы рукописных букв, отличающие один шрифт от другого.
История формы букв, рассматривается, в областях, связанных с материалами, применяемыми для письма. Эпиграфика включает в себя изучение буквенных форм, высеченных на камне или других долговечных носителях. Палеографией называется изучение письма в древних и средневековых рукописях. Каллиграфия рассматривает формы букв художественного письма, как правило, чернилами. В области типографики, дизайн шрифтов представляет собой процесс разработки гарнитур, состоящих из наборов букв, предназначенных для использования, в печати, на металле или с помощью компьютера. В более широком смысле о формах букв можно говорить в любом случае, когда буквы проявляются стилистически — например, в граффити.

## В контексте
- Алфавит: арабское письмо, кириллица
- Каллиграфия: Маньёгана, Хэнтайгана
- В истории: Длинная S, R ротонда
- Технологии: Гарнитура (типографика), компьютерный принтер

## Внешние ссылки
- Буквы в дизайне: Является ли Готэм новой межштатной автомагистралью, в утренних новостях
- Именованные части буквы: Анатомия шрифта 1.0